# Madonna della Vittoria
La Madonna della Vittoria è una grande pala d'altare tempera su tavola (280x166 cm) di Andrea Mantegna, realizzata nel 1496 come ex voto di Francesco II Gonzaga dopo la vittoria di Fornovo.

Il dipinto è conservato al Museo del Louvre, oggetto delle spoliazioni napoleoniche avvenute a Mantova.

## Storia

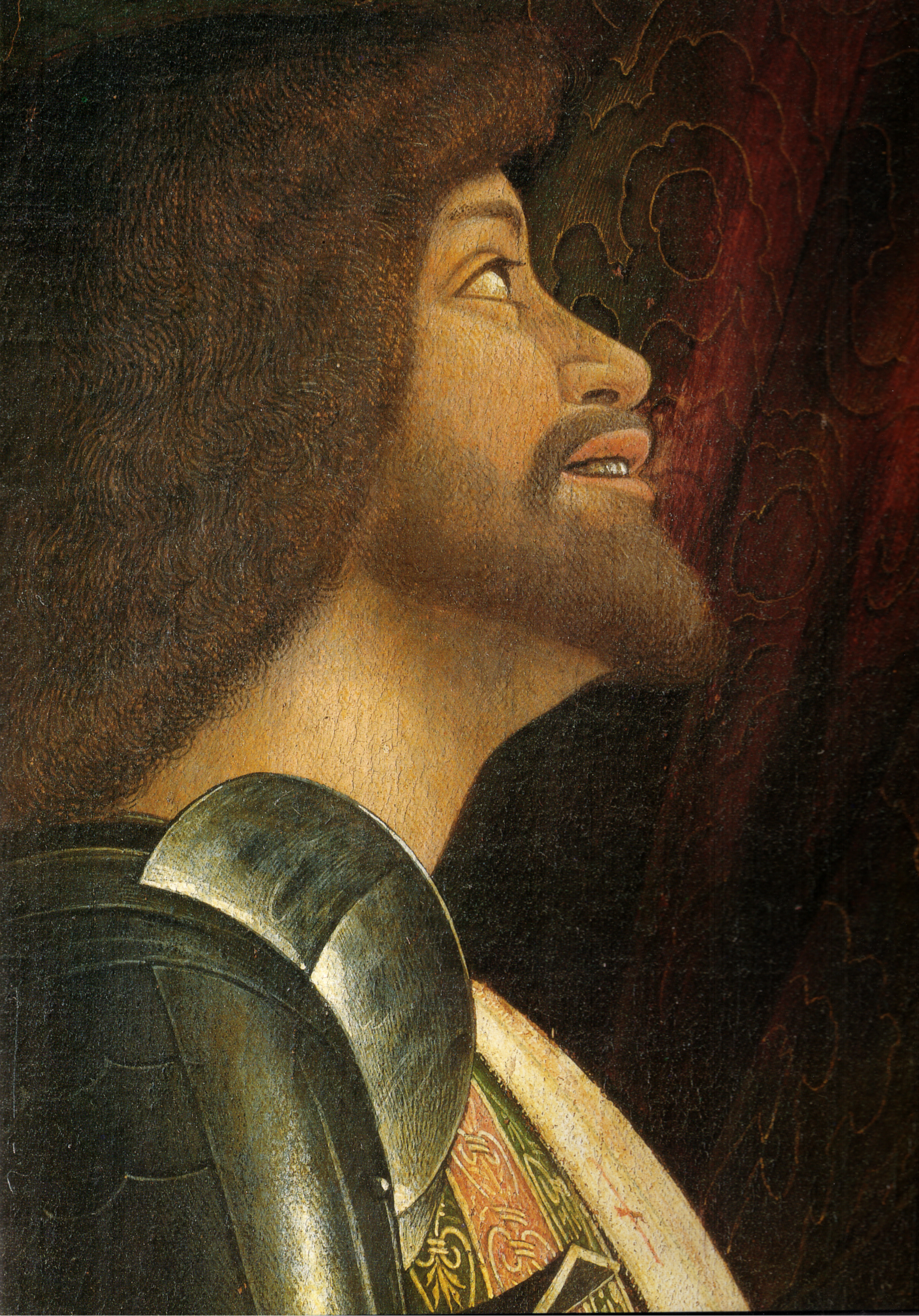
Francesco Gonzaga, dettaglio

Il 6 luglio 1495 si scontrarono a Fornovo gli eserciti francese di Carlo VIII e quello della Lega Santa, sostenuta da papa Alessandro VI, dall'imperatore Massimiliano I, dal re spagnolo Ferdinando II d'Aragona, da Ludovico il Moro e dai Veneziani. L'esercito della Lega Santa, guidato da Francesco II Gonzaga, riportò la vittoria, cacciando temporaneamente i Francesi dalla penisola.
Durante l'assenza del marchese da Mantova, un banchiere ebreo, Daniele da Norsa, aveva acquistato una casa in borgo San Simone ed aveva sostituito una rappresentazione sacra della Vergine che ne decorava la facciata con il suo stemma personale. L'azione venne considerata sacrilega e Sigismondo Gonzaga intimò all'uomo di ripristinare l'opera pena l'impiccagione. Nonostante l'ebreo avesse accettato, l'ira popolare montò contro di lui e la sua casa venne rasa al suolo. 

Al ritorno di Francesco la pena venne commutata in un'ingiunzione a finanziare la costruzione di una cappella e l'esecuzione di un dipinto sacro, che ribadisse la devozione del marchese alla Vergine ed il ringraziamento per la protezione e la vittoria sul campo di battaglia di Fornovo. 

Su consiglio del dignitario di corte Girolamo Redini, il marchese incaricò Mantegna, pittore di corte, di dipingere la pala, che venne solennemente collocata nel 1496, in occasione dell'anniversario della vittoria, nella chiesa di Santa Maria della Vittoria, nel frattempo costruita sul luogo della casa dell'ebreo.
La splendida pala fu tra le innumerevoli opere saccheggiate dai francesi durante le campagne napoleoniche, andò ad arricchire il museo parigino nel 1798 e non fu mai più restituita.

## Descrizione

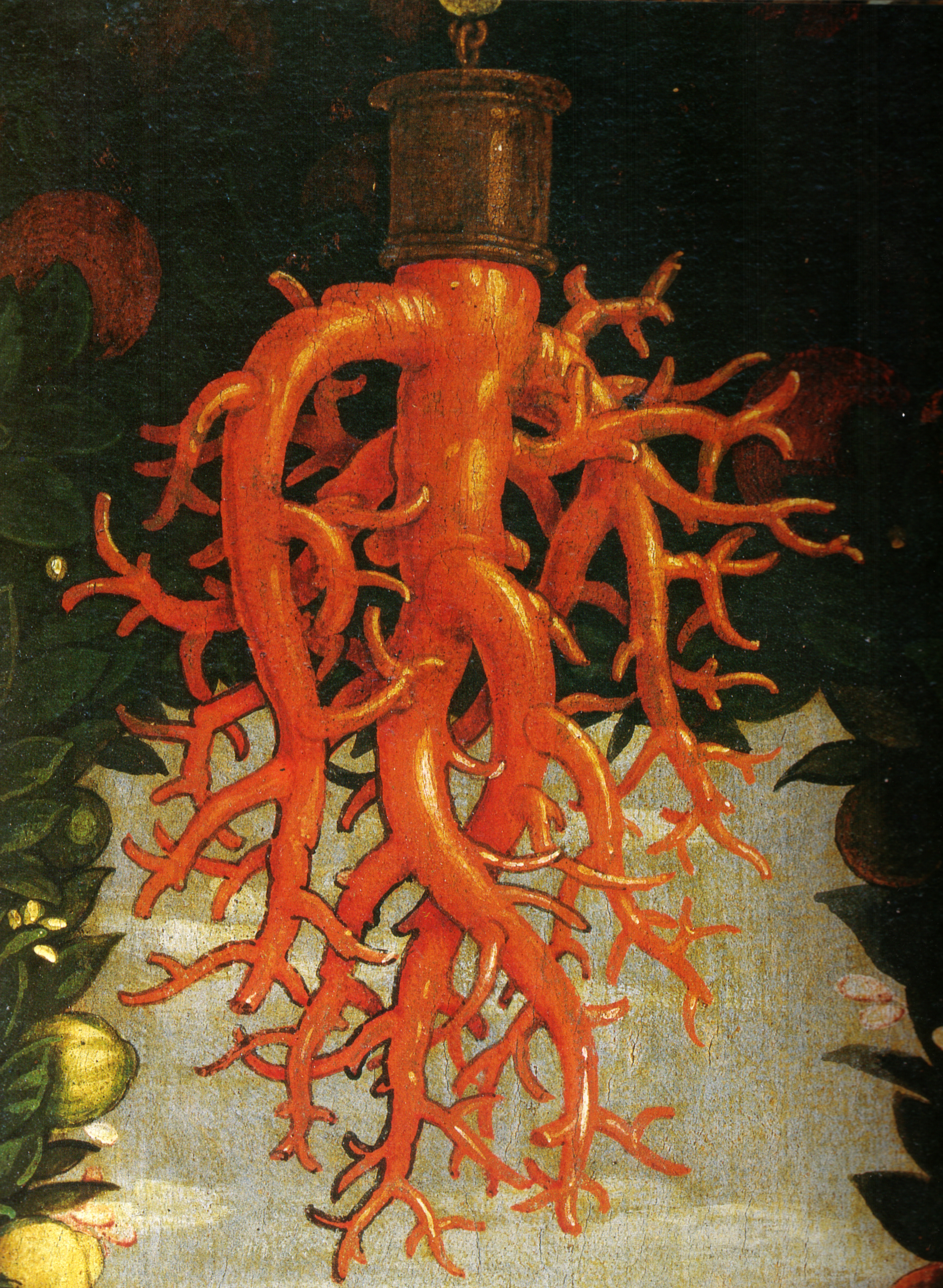
Il corallo, dettaglio

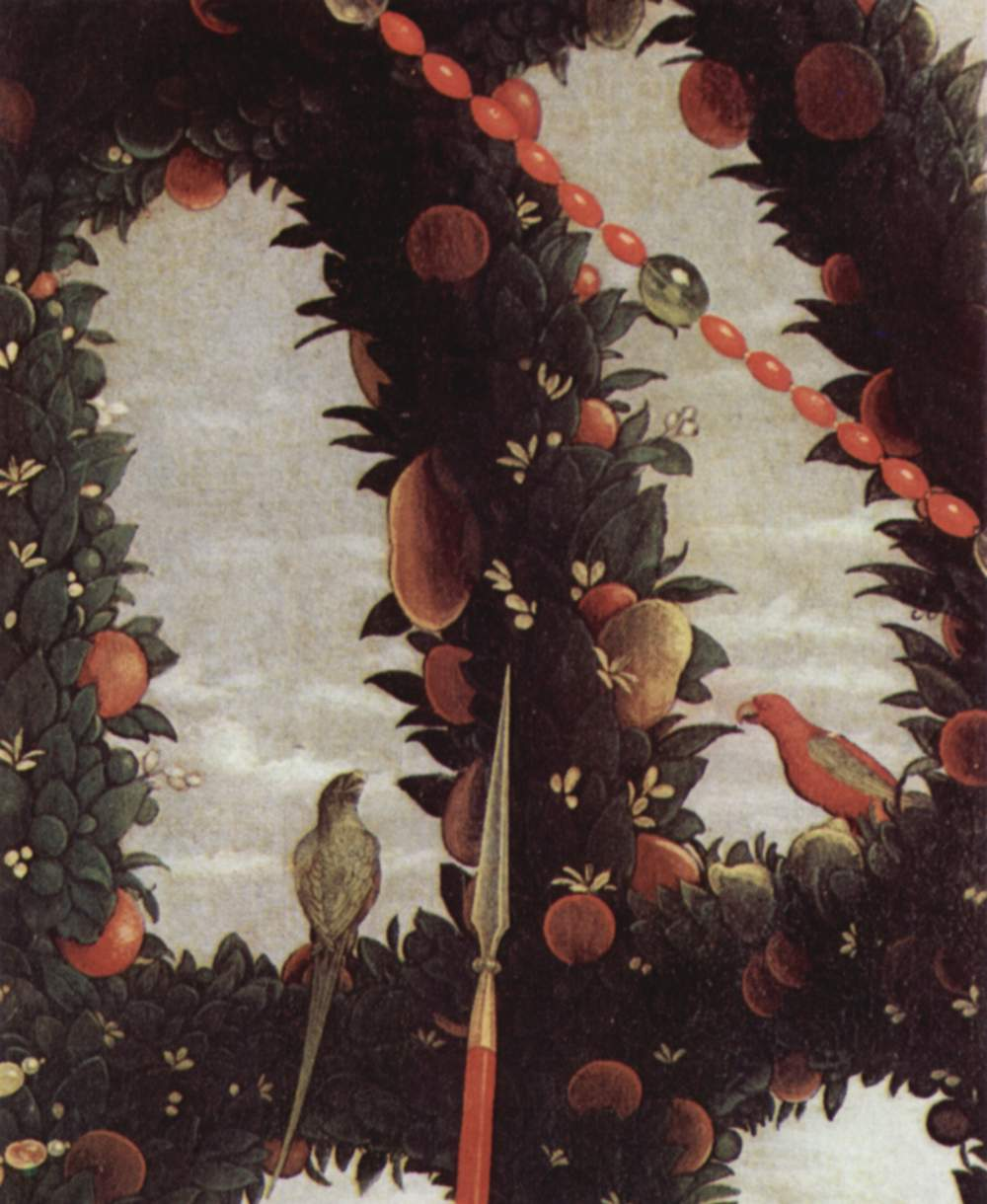
Frutta e uccelli, dettaglio

La pala illustra da un lato l'omaggio di Francesco Gonzaga alla Vergine, dall'altro simboleggia la fede cristiana (con allusioni antisemite), come voluto dal cardinale Sigismondo Gonzaga.
La Madonna col Bambino in grembo si trova su un alto trono, decorato da marmi screziati e bassorilievi. La base del trono, con girali e zampe leonine, ha inscritto in un medaglione REGINA / CELI LET. / ALLELVIA, e poggia su un basamento circolare con un bassorilievo del Peccato originale ed altre storie della Genesi appena visibili (a sinistra una donna vestita all'antica, a destra un angelo, forse relativo alla Cacciata dal Paradiso Terrestre). Sulla spalliera del trono, finemente intarsiata, si trova un grande disco solare, decorato da intrecci e perle vitree. Il Bambino, che tiene in mano due fiori rossi, simbolo della Passione, e Maria sono rivolti verso Francesco Gonzaga, inginocchiato sopra lo zoccolo del basamento mentre ne riceve la benedizione con un'espressione sorridente e colma di gratitudine. La protezione accordata al signore di Mantova è anche simboleggiata dal manto di Maria che, tenuto dai santi ai lati, arriva a coprirlo, con effetti di delicata trasparenza.
Sul lato opposto a Francesco sta san Giovannino, con la croce in mano su cui è appeso un cartiglio che reca la tipica frase  ECCE / AGNVS / DEI ECCE / Q[VI] TOLL / IT P[ECCATA] M[VNDI], e sua madre sant'Elisabetta, protettrice di Isabella d'Este, moglie di Francesco. In piedi stanno due santi per lato: in prima fila, ai lati della Vergine, due santi militi, rispettivamente san Michele Arcangelo, con la spada, e san Giorgio, con la lancia spezzata, vestiti di armature splendidamente decorate; in secondo piano s'intravedono poi a sinistra sant'Andrea, con un lungo bastone con la Croce, e a destra Longino, il centurione romano che secondo la tradizione avrebbe portato a Mantova la reliquia del preziosissimo sangue di Cristo, identificabile dall'elmo e da una lunga lancia rossa, il cui colore rimanda alla Passione e con la quale avrebbe trafitto il costato del Crocifisso.
L'ambientazione della scena è un'abside composta da un pergolato di foglie, fiori e frutta, dove spuntano diversi uccelli e con un'intelaiatura lignea, ben visibile nella ghiera decorata, con un raccordo a forma di conchiglia (attributo della Vergine come nuova Venere) a cui sono appesi dei fili di perle di corallo e cristallo di rocca e un grande pezzo di corallo rosso, simbolo apotropaico e richiamo al sangue della Passione. In generale si tratta di una trasposizione simbolica del Paradiso, un giardino celeste a cui gli uomini possono accedere per intercessione della Vergine. Ogni elemento assume così un preciso significato simbolico e devozionale.
Una curiosità è la presenza, a sinistra della testa della Vergine, di un cacatua, specie originaria dell'Australia e del Pacifico del sud: è possibile che ci fossero scambi da quelle aree con l'Europa ben prima che venissero ufficialmente scoperte nel XVII secolo?

## Stile
La composizione piramidale che ha come vertice il trono della Vergine richiama un modello iconografico che si diffuse in Italia dal 1475 circa: ne sono illustri esempi anteriori la pala di San Cassiano di Antonello da Messina (1475-1476) o la pala di Santa Maria in Porto di Ercole de' Roberti (1480).
Il punto di vista ribassato asseconda la posizione inginocchiata di Francesco Gonzaga e intensifica la drammaticità della rappresentazione. La particolare ricchezza di colori e decorazioni si trova anche in altre opere di quegli anni, prima fra tutte la Pala Trivulzio, di analogo formato.
Alcuni storici non indicano la pala tra le opere più riuscite di Mantegna, per una certa sproporzione compositiva tra figure in primo piano e sfondo, la rigidezza delle simmetrie, l'incoerenza nell'illuminazione perlacea e lo splendore abbagliante della frutta e dei pappagallini sul pergolato, l'apparato decorativo eccessivo e "miniaturistico". Si ritiene però che queste caratteristiche dovessero essere stemperate dalla visione ottimizzata all'interno della cappella.

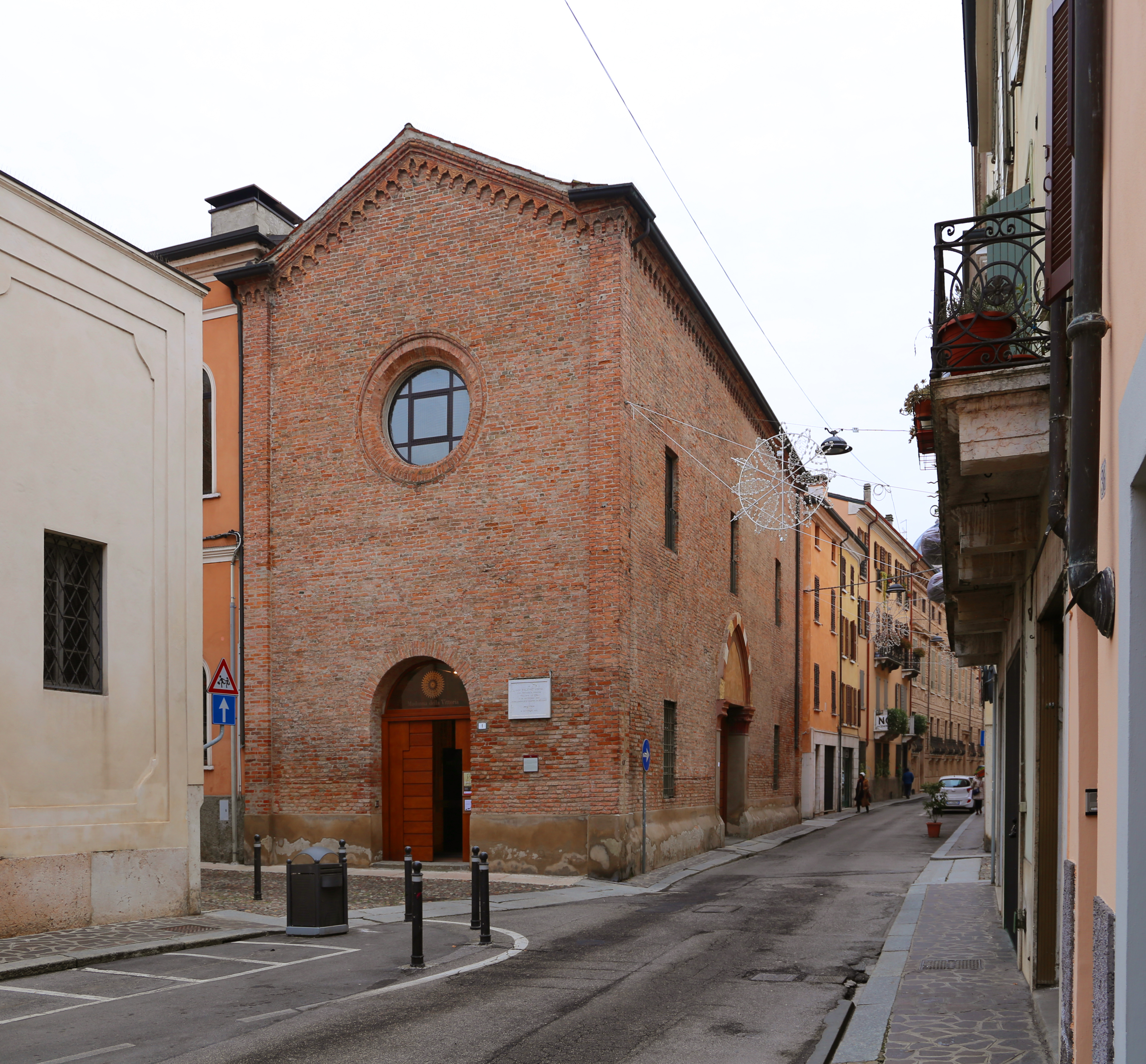
Mantova, chiesa di Santa Maria della Vittoria